# Louis III. de Pardaillan de Gondrin

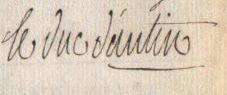
Signatur des Herzogs von 1747

Louis (III.) de Pardaillan de Gondrin (* 15. Februar 1727 in Paris; † in der Nacht vom 13. auf den 14. September 1757 in Bremen), 3. Duc d’Antin, war ein französischer Aristokrat und Militär.

## Leben
Louis (III.) de Pardaillan war der Sohn von Louis (II.) de Pardaillan de Gondrin (1707–1743), 2. Duc d’Antin, und Françoise-Gilonne de Montmorency-Luxembourg.
Er war Marquis de Gondrin, dann Duc d’Antin, Pair von Frankreich, Herr der ehemaligen Duché-Pairie d‘Épernon, und der ehemaligen Duché-Pairie de Bellegarde, Marquis de Montespan, Baron de Moncontour.
Nach dem Tod seines Vaters am 9. Dezember 1743 wurde er Gouverneur des Orléanais. Am 20. August 1745 wurde er Mestre de camp des Régiment de Picardie, das im Juni der Flandernarmee zugeordnet worden war und mit ihm als Kommandeur danach im Österreichischen Erbfolgekrieg eingesetzt wurde, unter dem Oberkommando Gaspard de Clermont-Tonnerres bei der Belagerung von Ath (September/Oktober 1745), ab dann unter dem Oberkommando Moritz von Sachsens.
- bei der Belagerung von Namur (September 1746)
- In der Schlacht bei Roucourt (11. Oktober 1746)
- in der Schlacht bei Lauffeldt (am 2. Juli 1747)
- bei der Belagerung von Maastricht (April/Mai 1748)

Am 3. Oktober 1746, war Louis de Pardaillan zum Brigadier de l’Infantérie befördert worden.
Der Friede von Aachen vom 18. Oktober 1748 beendete den Österreichischen Erbfolgekrieg und den Einsatz des Régiment de Picardie. Am 25. August 1749 wurde Louis de Pardaillan zum Maréchal des camps et Armées du Roi befördert, am gleichen Tag übernahm Marie-Jacques de Bréhant, Marquis de Bréhant, das Kommando des Régiment de Picardie.
Er starb am 14. September 1757 in Bremen während des  Siebenjährigen Kriegs und der französischen Offensive in Norddeutschland. Er war unverheiratet und blieb ohne Nachkommen, war der letzte männlichen Angehörige der Linie der Herzöge von Antin aus dem Haus Pardaillan, seine Linie und die Pairie erloschen mit ihm.